# 上ノ郷駅
上ノ郷駅（かみのごうえき）は、かつて兵庫県城崎郡日高町（現・豊岡市）にあった出石鉄道の駅（廃駅）である。

## 歴史
- 1930年（昭和5年）12月6日：開業[1]。
- 1944年（昭和19年）5月1日：休止[1]。
- 1970年（昭和45年）7月20日：出石鉄道の廃線に伴い廃止[1]。

## 駅構造
島式ホーム1面1線を有する地上駅であった。

## 駅跡
正面に植村直己ふるさと公園がある。線路跡は、公園より西側は2車線の道路があるが、東側は畑になっている。なお、道路工事があったため、現在は駅跡がわかりにくい。

## 隣の駅
出石鉄道
江原駅 - 上ノ郷駅 - 中筋駅

## 参考書籍
- 今尾恵介（監修）『日本鉄道旅行地図帳 - 全線・全駅・全廃線』 9巻、関西2、新潮社、2009年1月。ISBN 978-4-10-790027-2。
- 安保彰夫『出石鉄道 - 二千人の株主が支えた鉄道』（初版）ネコ・パブリッシング〈RM LIBRARY 131〉、2010年7月1日。ISBN 978-4-7770-5289-9。